# 사랑 주파수 37.2
《사랑 주파수 37.2》는 2014년 11월 12일부터 2014년 12월 24일까지 MBC EVERY1에서 방영된 드라마이다.

## 등장 인물
- 윤건
- 조아영
- 최윤소
- 전지후
- 윤진욱
- 임윤정
- 강기영
- 주아성
- 진현빈
- 임강성
- 레이디 제인
- 김정산
- 동현
- 황제성
- 이세영
- 다솜
- 김우혁
- 손산